# Амонт ет Ефрене
Амонт ет Ефрене (фр. Amont-et-Effreney) насеље је и општина у источној Француској у региону Франш-Конте, у департману Горња Саона која припада префектури Лир.
По подацима из 2011. године у општини је живело 173 становника, а густина насељености је износила 10,28 становника/km². Општина се простире на површини од 16,83 km². Налази се на средњој надморској висини од 450 метара (максималној 661 m, а минималној 360 m).

## Демографија
| 1962. | 1968. | 1975. | 1982. | 1990. | 1999. | 2011. |
| ----- | ----- | ----- | ----- | ----- | ----- | ----- |
| 300   | 333   | 290   | 256   | 229   | 194   | 173   |

График промене броја становника у току последњих година